# Danguolė Rasalaitė
Danguolė Rasalaitė (ur. 19 maja 1983 w Telszach, zm. 10 stycznia 2000 w Malmö) – Litwinka, która, będąc nastolatką, została sprzedana jako niewolnica seksualna w Szwecji w 1999.

## Życiorys
Dorastała w Kownie. Ojciec trafił do więzienia. Starsza siostra Jolanta wyprowadziła się do Niemiec wraz z mężem. Matka Regina Rasaliene wyjechała do USA, gdy Danguolė miała 14 lat. Dziewczynką, która dobrze się uczyła i była odpowiedzialna, opiekowała się ciotka mieszkająca po sąsiedzku w Żyżmorach. Matka planowała sprowadzić Danguolė do USA, gdy ta skończy 16 lat. Przez rok Danguolė uczyła się w szkole w Niemczech, potem wróciła na Litwę. Zaczęła zaniedbywać szkołę. W 1998 ciotka przeniosła ją do szkoły młodzieżowej. Wkrótce wyjechała do Wielkiej Brytanii, potem do siostry do USA, a Danguolė została sama. Mieszkała w internacie w Żyżmorach. Porzucona przez rodzinę, prowadziła swobodny styl życia, nie przejmując się szkołą i odsuwając od rodziny. Mający się nią opiekować kuzyn nie miał na nią wpływu. Nierzadko wracała do mieszkania pobita, była wykorzystywana seksualnie. Potem zamieszkała z kilkoma mężczyznami w Koszedarach. Latem 1999 matka wysłała córce zaproszenie, by przyjechała do Stanów Zjednoczonych.
W wieku 15–16 lat Danguolė Rasalaitė wyjechała do Szwecji za namową starszego mężczyzny, który obiecał jej pracę jako zbieraczka jagód i dał fałszywy paszport na imię Kristyna Ašmenaitė z miejscowości Żyżmory. Na lotnisku w Kristianstad wylądowała 17 września 1999. Na miejscu odebrał ją „Rosjanin”, który przewiózł ją do mieszkania w Arlöv na północ od Malmö. Zażądał 20 tys. koron za paszport i transport z Litwy do Szwecji, które Danguolė miała zarobić. Została zmuszona do pracy jako prostytutka. Po 2 tygodniach uciekła z mieszkania, w którym była więziona. Przetrzymywane były tam również 2 Czeszki, siostry zmuszane do prostytucji. Po ucieczce Danguolė nie skontaktowała się z policją, ale zaufała 29-letniemu mężczyźnie z Macedonii, u którego zamieszkała. Wykorzystał ją seksualnie, pozwalał przyjaciołom na to samo. W tym czasie szukał jej „Rosjanin”.
W dniu 7 stycznia 2000, po kłótni ze znajomą, wyszła z mieszkania. Skoczyła z mostu w Malmö po tym, jak została zgwałcona przez grupę mężczyzn, którzy udawali, że jej pomogą. Gdy ją znaleziono, była w stanie krytycznym i w śpiączce. Znaleziono przy niej kilka listów do przyjaciół na Litwie, których nie wysłała. Pisała w nich, w jaki sposób została zmuszona do prostytucji, jak została więziona i jak uciekła. Nie miała dokumentów. Po 3 dniach w szpitalu orzeczono śmierć mózgu.
Prochy dziewczyny sprowadzono do USA, zgodnie z wolą matki.
Jej sprawa wywołała dyskusję na temat handlu ludźmi. W szwedzkiej telewizji wyświetlono kilka filmów o życiu Danguolė, o jej sprawie pisały gazety. Uruchomiono stronę internetową jej poświęconą.
Nominowany do Oscara film Lilja 4-ever (2002) Lukasa Moodyssona jest luźno oparty na jej biografii.